# Публий Волумний
Публий Волумний (на латински: Publius Volumnius) е римски философ от 1 век пр.н.е. Произлиза от фамилията Волумнии. Той е приятел и придружител на Марк Юний Брут. Двамата са следвали заедно философия.
Волумний придружава Марк Юний Брут в кампанията му на Изток, когато Брут се самоубива при втората битка при Филипи (23 октомври 42 пр.н.е.).

## В изкуството
Волумний е герой в пиесата Юлий Цезар на Шекспир от 1599 г.